# Canton de Figeac-2
Le canton de Figeac-2 est une circonscription électorale française du département du Lot.

## Histoire
Un nouveau découpage territorial du Lot entre en vigueur à l'occasion des élections départementales de 2015. Il est défini par le décret du 13 février 2014, en application des lois du 17 mai 2013 (loi organique 2013-402 et loi 2013-403). Les conseillers départementaux sont, à compter de ces élections, élus au scrutin majoritaire binominal mixte. Les électeurs de chaque canton élisent au Conseil départemental, nouvelle appellation du Conseil général, deux membres de sexe différent, qui se présentent en binôme de candidats. Les conseillers départementaux sont élus pour 6 ans au scrutin binominal majoritaire à deux tours, l'accès au second tour nécessitant 12,5 % des inscrits au 1er tour. En outre la totalité des conseillers départementaux est renouvelée. Ce nouveau mode de scrutin nécessite un redécoupage des cantons dont le nombre est divisé par deux avec arrondi à l'unité impaire supérieure si ce nombre n'est pas entier impair, assorti de conditions de seuils minimaux. Dans le Lot, le nombre de cantons passe ainsi de 31 à 17.
Le canton de Figeac-2 est formé d'une fraction de Figeac et de communes des anciens cantons de Figeac-Est (12 communes) et de Figeac-Ouest (1 commune). Il est entièrement inclus dans l'arrondissement de Figeac. Le bureau centralisateur est situé à Figeac.

## Représentation
| Période élective | Période élective | Mandat | Mandat   | Identité        | Nuance | Nuance | Qualité |
| ---------------- | ---------------- | ------ | -------- | --------------- | ------ | ------ | --- |
| 2015             | 2021             | 2015   | 2021     | Guillaume Baldy |        | PRG    | Expert en évaluation immobilière Adjoint au maire de Figeac                                                               |
| 2015             | 2021             | 2015   | 2021     | Nicole Paulo    |        | LREM   | Retraitée de l'enseignement Maire de Figeac (2001-2014) Ancienne conseillère générale du Canton de Figeac-Est (1998-2015) |
| 2021             | 2028             | 2021   | en cours | Guillaume Baldy |        | PRG    | 3ème adjoint au maire de Figeac, 8ème vice-président du conseil départemental                                             |
| 2021             | 2028             | 2021   | en cours | Anne Laporterie |        | DVG    | Responsable administratif à l'IUT de Figeac Adjointe au maire de Figeac                                                   |

### Résultats détaillés

#### Élections de mars 2015
À l'issue du 1er tour des élections départementales de 2015, deux binômes sont en ballottage : Guillaume Baldy et Nicole Paulo (Union de la Gauche, 41,2 %) et Aurelie Barateau et Jean-Paul Monthioux (DVD, 21,93 %). Le taux de participation est de 57,52 % (4 419 votants sur 7 682 inscrits) contre 59,43 % au niveau départemental et 50,17 % au niveau national.
Au second tour, Guillaume Baldy et Nicole Paulo (Union de la Gauche) sont élus avec 59,64 % des suffrages exprimés et un taux de participation de 53,7 % (2 178 voix pour 4 125 votants et 7 682 inscrits).

#### Élections de juin 2021
Le premier tour des élections départementales de 2021 est marqué par un très faible taux de participation (33,26 % au niveau national). Dans le canton de Figeac-2, ce taux de participation est de 38,72 % (3 042 votants sur 7 856 inscrits) contre 43,85 % au niveau départemental. À l'issue de ce premier tour, deux binômes sont en ballottage : Guillaume Baldy et Anne Laporterie (Union à gauche, 49,54 %) et Jean-Paul Monthioux et Sabine Viandier-Lazarus (DVD, 18,02 %).
Le second tour des élections est marqué une nouvelle fois par une abstention massive équivalente au premier tour. Les taux de participation sont de 34,36 % au niveau national, 45,92 % dans le département et 38,83 % dans le canton de Figeac-2. Guillaume Baldy et Anne Laporterie (Union à gauche) sont élus avec 68,02 % des suffrages exprimés (1 831 voix pour 3 050 votants et 7 854 inscrits),,.

## Composition
| Nom                            | Code Insee | Intercommunalité | Superficie (km2) | Population (dernière pop. légale)              | Densité (hab./km2) | Modifier                                    |
| ------------------------------ | ---------- | ---------------- | ---------------- | ---------------------------------------------- | ------------------ | ------------------------------------------- |
| Figeac (bureau centralisateur) | 46102      | CC Grand-Figeac  | 35,16            | Fraction : 4 231 (2022) Commune : 9 757 (2022) | 278                | modifier les données · modifier les données |
| Bagnac-sur-Célé                | 46015      | CC Grand-Figeac  | 22,29            | 1 481 (2022)                                   | 66                 | modifier les données · modifier les données |
| Capdenac                       | 46055      | CC Grand-Figeac  | 10,90            | 1 070 (2022)                                   | 98                 | modifier les données · modifier les données |
| Cuzac                          | 46085      | CC Grand-Figeac  | 5,02             | 242 (2022)                                     | 48                 | modifier les données · modifier les données |
| Felzins                        | 46101      | CC Grand-Figeac  | 15,00            | 467 (2022)                                     | 31                 | modifier les données · modifier les données |
| Lentillac-Saint-Blaise         | 46168      | CC Grand-Figeac  | 5,75             | 191 (2022)                                     | 33                 | modifier les données · modifier les données |
| Linac                          | 46174      | CC Grand-Figeac  | 12,30            | 235 (2022)                                     | 19                 | modifier les données · modifier les données |
| Lunan                          | 46180      | CC Grand-Figeac  | 6,15             | 614 (2022)                                     | 100                | modifier les données · modifier les données |
| Montredon                      | 46207      | CC Grand-Figeac  | 11,78            | 301 (2022)                                     | 26                 | modifier les données · modifier les données |
| Prendeignes                    | 46226      | CC Grand-Figeac  | 15,76            | 232 (2022)                                     | 15                 | modifier les données · modifier les données |
| Saint-Félix                    | 46266      | CC Grand-Figeac  | 7,73             | 523 (2022)                                     | 68                 | modifier les données · modifier les données |
| Saint-Jean-Mirabel             | 46272      | CC Grand-Figeac  | 9,20             | 309 (2022)                                     | 34                 | modifier les données · modifier les données |
| Saint-Perdoux                  | 46288      | CC Grand-Figeac  | 12,53            | 202 (2022)                                     | 16                 | modifier les données · modifier les données |
| Viazac                         | 46332      | CC Grand-Figeac  | 17,74            | 339 (2022)                                     | 19                 | modifier les données · modifier les données |
| Canton de Figeac-2             | 4608       |                  |                  | 10 437 (2022)                                  |                    | modifier les données                        |

Le canton de Figeac-2 comprend :
1. treize communes entières,
2. la partie de la commune de Figeac située à l'est d'une ligne définie par l'axe des voies et limites suivantes : depuis la limite territoriale sud de la commune de Planioles au lieudit Bournazel, route départementale 19, avenue Julien-Bailly, rue de Colomb, place Champollion, place Carnot, rue Gambetta, cours du Célé, jusqu'à la limite territoriale de la commune de Béduer.

## Démographie
En 2022, le canton comptait 10 437 habitants, en évolution de +2,73 % par rapport à 2016 (Lot : +1,31 %, France hors Mayotte : +2,11 %).
| 2013   | 2018   | 2022   |
| ------ | ------ | ------ |
| 10 081 | 10 235 | 10 437 |